# Вулиця Ушакова (Мелітополь)
Вулиця Ушакова — вулиця в Мелітополі. Проходить паралельно вулиці Михайла Оратовського територією, коли раніше займали великі сільські городи цієї вулиці. Забудована переважно одноповерховими будинками.

## Назва
Вулиця названа на честь російського адмірала Федора Ушакова. Хоч в офіційних документах про створення вулиці вона називається «вулицею Адмірала Ушакова», слово «адмірала» в назві вулиці здебільшого не використовується.

## Історія
Рішення про прорізку й найменування вулиці ухвалено 13 березня 1959 року. Одночасно прорізана й сусідня Сімферопольська вулиця.